# Emil Frey AG
Az Emil Frey AG egy jelentős svájci járműkereskedelmi cég, ma az Emil Frey-csoport (Emil Frey Gruppe) tagja.

## Története
- Az Emil  Frey AG céget Emil Frey alapította Zürichben 1924-ben, motorkerékpárok eladására és javítására. 1926-tól a cég angol motorkerékpárok és autóalkatrészek hivatalos gyári képviselete.
- 1931-től megkezdték angol gépkocsik (Wolsley, SS-Swallow (a későbbi Jaguár), Austin és a Singer típusok) importját.

1952-ben a cég megnyitotta hatalmas import-központját Safenwillben
- 1967-ben az elsők között jelenik meg Európában, mint a japán Toyota típus vezérképviselete.
- 1969-ben nyitottátk meg a legnagyobb használt gépkocsi-centrumot építik fel Safenwillben.
- 1970-ben megalakult a British Leyland Switzerland a legnagyobb márkákkal: Mini, Austin, Morris, MG, Triumph, Rover, Land Rover, Jaguar, Daimler. A cég dolgozóinak létszáma ekkor elérte a 830 főt.
- 1971: Sorban nyitják meg az Emil Frey autószalonokat. Ennek állomásai: Genf, Lausanne, Nyon, Sion, Marly, La Chaux-de-Fonds. Franciaországban Emil Frey autószalon nyílik, amely Toyota értékesítéssel foglalkozik.
- 1972-ben Safenwillben megnyílt a Toyota Import Centrum. Évi 40 ezer autó forgalmazását érik el.
- 1975-1979: Újabb vezérképviseletek: az amerikai Chrysler és a japán Subaru.
- 1981-ben Németországban Subaru típusú gépjárművek értékesítését kezdte meg az Emil Frey-csoport.
- 1983-1988: Országos garázshálózatot építenek ki: Zürich-Nord, Genf, Délices, Münchenstein, St. Gallen, Schlieren, Dietikon, Luzern-Littau, Bern.
- 1984-től az Aston Martin cég importképviseleteként is megjelennek.
- 1988-ban Az újjáalakult Chrysler Jeep Switzerland a Chrysler és a Jeep modellek teljes választékát kínálja a svájci vevőkörnek. A cég létszáma elérte az 1530 főt.
- 1992: A svájci gépjárműimport 15%-át tartja kézben az Emil Frey vállalatcsoport. Számos leányvállalatot alapítanak, így Németországban, Franciaországban (Subaru), Csehországban, majd eljutnak Magyarországra.
- 1993: Csehországban Subaru vezérképviselet nyílik.
- 1994: Németországban megkezdődik a Proton gépkocsik forgalmazása.
- 1996: Csehországban a Toyota értékesítése veszi kezdetét.
- 1998: Toyota/Lexus márkakereskedés nyílik Németországban.
- 1999: Daihatsu, Hyundai Franciaországban; Subaru Lengyelországban; valamint az SG Holding AG + Co. KG kezdi meg tevékenységét Németországban Ford, Jaguar, Land Rover, Aston Martin, Volvo, Hyundai, Fiat, Lancia, Alfa Romeo márkaképviseletekkel.
- 2000: Németországban megjelenik az Isuzu.
- 2002: Csehországban Lexus gépjárműveket is értékesítenek.
- 2003: Németországban megkezdődik a Mazda gépkocsik forgalmazása.

## Magyarországon
- 1993-ban kezdte meg működését Budapesten az Emil Frey-csoport, amely kezdetben Toyota kiskereskedelmi értékesítéssel majd a Chrysler, Jeep márka vezérképviseletével foglalkozik. Az Emil Frey Magyarország Kft. székhelye: 1149 Budapest, Mogyoródi út 32.
- 1994-ben Magyarországon az Emil Frey Csoport megkapta a Chrysler és Jeep márkák országos vezérképviseleti jogát.
- 1996 és 2000 között Magyarországon  Proton típusú gépjárműveket értékesítettek.
- 1997-ben Magyarországon is megkezdődött a Subaru típusú gépkocsik nagy- és kiskereskedelmi értékesítése.
- 2005-ben Magyarországon megkezdődött a Mitsubishi típusú gépjárművek importja és kiskereskedelmi értékesítése.